# Йохан Кристиан II (Золмс-Барут)
Йохан Кристиан II фон Золмс-Барут (на немски: Johann Christian II zu Solms-Baruth; * 29 юни 1733 в Барут, Бранденбург; † 7 октомври 1800 в Кличдорф в Полша) е господар на Барут и граф на Золмс-Барут в Кличдорф.
Той е единственият син на граф Йохан Карл фон Золмс-Барут в Кличдорф (1702 – 1735) и съпругата му графиня Хенриета Луиза фон Липе-Вайсенфелд (1711 – 1752), дъщеря на граф Рудолф Фердинанд фон Липе-Вайсенфелд (1671 – 1736) и графиня Юлиана Луиза фон Куновиц (1671 – 1741). Внук е на граф Йохан Христиан I фон Золмс-Барут в Кличдорф († 1726).
Йохан Кристиан II фон Золмс-Барут умира на 7 октомври 1800 г. в Кличдорф при Осиецзница (Osiecznica, Долносилезко войводство), Силезия, Полша на 67 години.

## Фамилия
Йохан Кристиан II се жени на 30 януари 1764 г. във Верау за графиня Вилхелмина Луиза Константина фон Липе-Бистерфелд (* 15 юли 1733 в Бистерфелд; † 20 февруари 1766 в Кличдорф), наследничка на Верау и Кличдорф (1733 – 1766), вдовица на граф Зигфрид фон Промниц (1734 – 1760), дъщеря на граф Фридрих Карл Август фон Липе-Бистерфелд (1706 – 1781) и съпругата му графиня Барбара Елеонора фон Золмс-Барут (1707 – 1744), дъщеря на граф Йохан Христиан I фон Золмс-Барут (1670 – 1726). Те нямат деца. Тя умира на 32 години през 1766 г.
Йохан Кристиан II се жени втори път на 10 март 1767 г. в Берлин за графиня Фридерика Луиза София Ройс-Кьостриц (* 15 февруари 1748 в Копенхаген; † 5 февруари 1798 в Кличдорф), дъщеря на граф Хайнрих VI Ройс-Кьостриц, старата линия (1707 – 1783) и съпругата му маркиза Хенрика Йоана Франциска Сузана де Касадо (1725 – 1761). Те имат седем деца:
- Амалия Хенриета Шарлота (1768 – 1847), омъжена на 30 януари 1789 г. в дворец Кличдорф за княз Карл Лудвиг фон Хоенлое-Лангенбург (1762 – 1825)
- Йохан Хайнрих Фридрих (1770 – 1810), граф на Золмс-Барут, господар на Верау, Кличдорф, Барут и др., женен на 20 октомври 1797 г. в Кличдорф за графиня Шарлота Каролина Амалия фон Райхенбах (1776 – 1851)
- Мария Фридерика (1772 – 1772)
- Изабела Луиза Констанца (1774 – 1856), омъжена на 29 юни 1800 г. в Кличдорф за братовчед си граф Карл Кристиан фон Липе-Вайсенфелд (1740 – 1808), господар на Арменру, син на граф Фердинанд Лудвиг фон Липе-Вайсенфелд
- Йохана Франциска (1776 – 1840), омъжена на 28 юни 1793 г. в Кличдорф за граф Хайнрих Леополд Готлоб фон Райхенбах-Гошюц (1768 – 1816), пост-майстер на Силезия
- Мария Каролина (1780 – 1781)
- София Каролина (1785 – 1790)